# Arphia sulphurea
Arphia sulphurea är en insektsart som först beskrevs av Fabricius 1781.  Arphia sulphurea ingår i släktet Arphia och familjen gräshoppor. Inga underarter finns listade i Catalogue of Life.